# Arrilaser

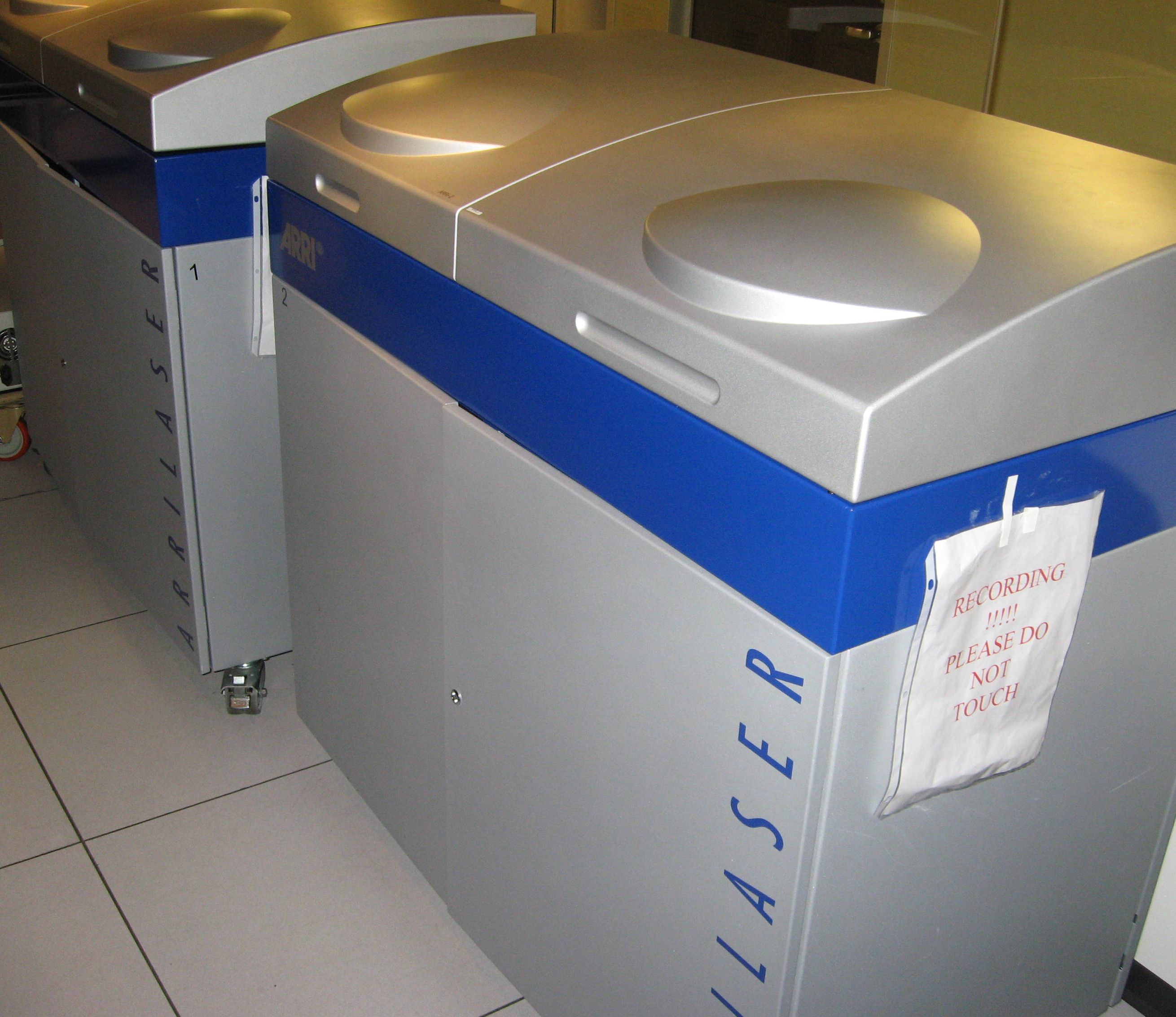
Arrilaser Film Recorder

L'Arrilaser è un registratore di film digitale prodotto dalla Arri utilizzata per trasferire i file digitali definitivi delle produzioni cinematografiche su pellicola. I file sono inviati al registratore mediante una connessione di rete Gigabit Ethernet. L'Arrilaser utilizza tre laser a stato solido (rosso, verde e blu) come sorgente di luce e riduce significativamente i costi di trasferimento dalle immagini digitali alla pellicola.
Nel 2012, Franz Kraus, Johannes Steurer e Wolfgang Riedel, sono stati premiati con l'Oscar al merito dalla Academy of Motion Picture Arts and Sciences per lo sviluppo dell'Arrilaser.